# نجمة (الدوحة)
نجمة (الدوحة)  هي منطقة تقع في مدينة الدوحة في دولة قطر، تعتبر من أقدم مناطق الدوحة، تقع معظم المحال التجارية والمكتبية فيها، على طول الطرق الشريانية مثل: شارع المطار والطريق الدائري الثالث والطريق الدائري الثاني .

## المعالم البارزة
- جمعية الميرة للمواد الإستهلاكيّة في شارع المطار[2]
- سوق الكاظم في شارع المنصورة[2]
- سوق الحَرَاج في شارع المنصورة[2]
- مكتب العمل؛ التابع لوزارة العمل، في الطريق الدائري الثالث[2]
- مكتب شركة قطر للبترول، في الطريق الدائري الثالث[2]
- مجمّع السينما؛ الذي يشمل: سينما الخليج وسنما الدوحة، في الطريق الدائري الثالث[2]
- مركز الخليج للسنوكر في شارع الخالديّة[2]

## المواصلات
مواصلات هي شركة النقل الرسمية في قطر وتخدم منطقة النجمة من خلال ثلاثة خطوط حافلات، تغادر جميعها من محطة حافلات الغانم. يقف الخط رقم (10) في منطقة النجمة والمنصورة وينتهي في الثمامة في الموقف رقم 5 ، تعمل البصات على مدار الأُسبوع بشكل ترددي كل 30 دقيقة . الخط رقم (11) يتوقف في النجمة، عند مجمع اللولو للتسوّق والمطار القديم، وينتهي في محطة الثمامة بالقرب من المجلس الأعلى للتعليم، يعمل بمعدل في كل أيام الأسبوع، بشكل ترددي كل 20 دقيقة. وأخيرًا لخط رقم (49) هو خط دائري يتوقف في مستشفى حمد، الطريق الدائري الثالث، النجمة والطريق الدائري الرابع، وينتهي في محطة الغانم للحافلات، يعمل بتردد كل 30 دقيقة في جميع أيام الأسبوع.

الطرق الرئيسية التي تمر عبر المنطقة هي شارع المطار وشارع نجمة والطريق الدائري الثاني والطريق الدائري الثالث وشارع المنصورة.

## خطة قطر الوطنية
تعتبر خطة قطر الوطنية، كتجسيد لرؤية قطر (2030)، تعتبر التنمية الحضرية جزء من خطة قطر الوطنية؛ التي تهدف إلى تنفيذ استراتيجيات التنمية في 28 مركزاً حيوياً تخدم المناطق المحيطة به، وضعت النجمة كمركز بإعتباره الاقل حظاً في التنمية، مركز النجمة يشمل أربعة مناطق سكنية مختلفة، تقع في تقاطع شارع المطار مع الدائري وهي : منطقة رقم 15 (الدوحة الجديدة)، منطقة رقم (16) (الغانم القديم)، منطقة رقم (26) النجمة، منطقة رقم (27) أم غويلينة، متوقع بين (10) الف إلى (15) الف سيسكنون في هذه المنطقة، وبالتالي فإن الخطة تؤكد على بناء المزيد من المباني السكنية عالية الكثافة، المنطقة تُخدم عبر محطة ميترو المطار القديم وهي جزء من الخط الاحمر لميترو الدوحة، ويتم وضع خطط لتطوير البنية التحتية للمشاة حول محطة المترو، الأهداف الأخرى للخطة هي زيادة الخدمات العامة في منطقة النجمة والحفاظ على العمارة التاريخية للمنطقة

## التركيبة السكانية

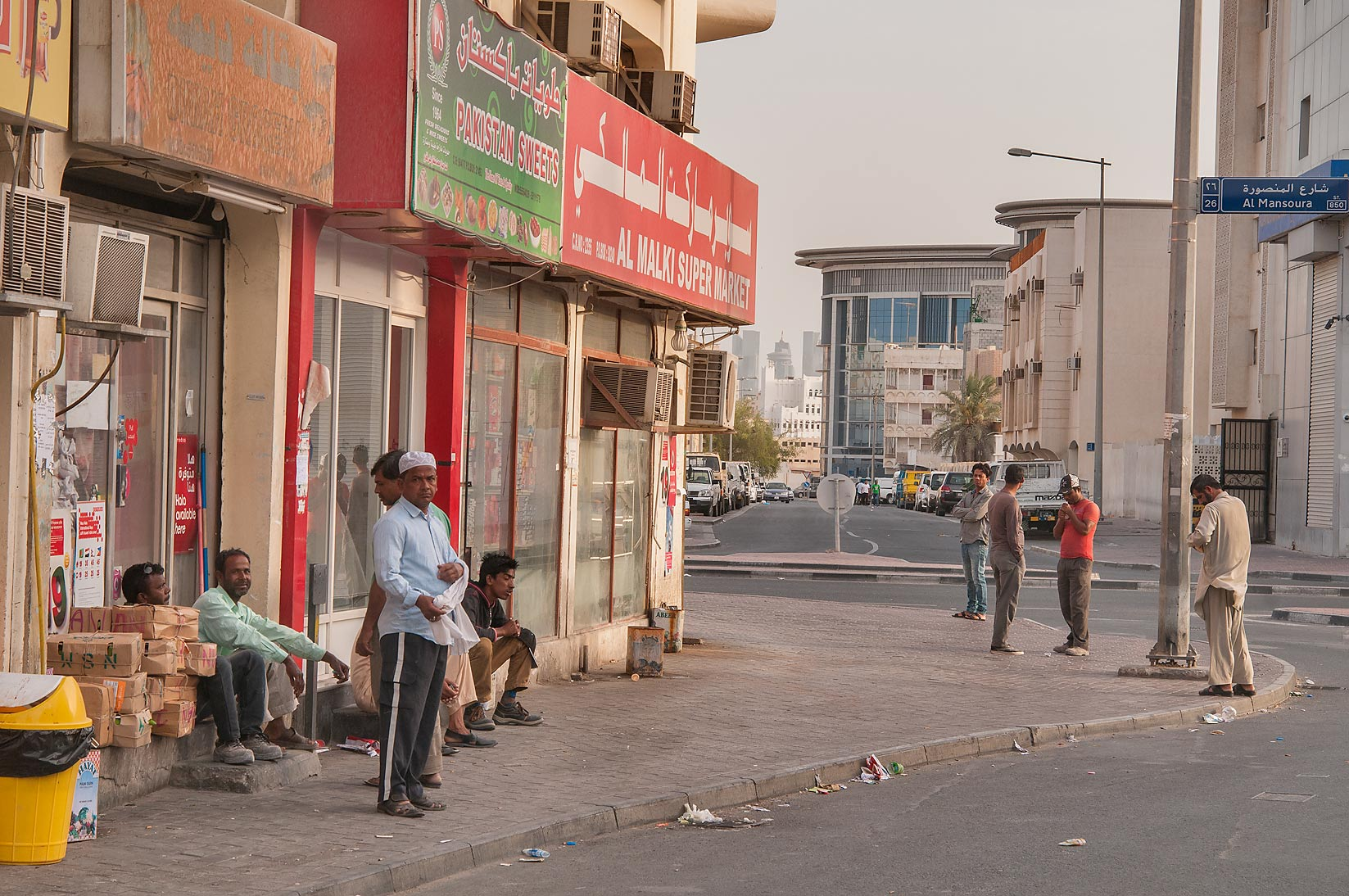
شارع المنصورة في النجمة.

في الإحصاء السكاني للعام 2010م، ضمت المنطقة 5,936 وحدة سكنية، و 1012 منشأة. يسكن في المنطقة 24,763 نسمة، 73 ٪ منهم ذكور و 27 ٪ من الإناث. 83 ٪ منهم يبلغون من العمر 20 عامًا أو أكثر و 17 ٪ كانوا دون سن العشرين. وبلغ معدل معرفة القراءة والكتابة 96.5 ٪.
يشكل الأشخاص العاملون 74٪ من إجمالي السكان. تمثل الإناث 14٪ من السكان العاملين، بينما يمثل الذكور 86٪ من السكان العاملين.
| السنة | الكثافة السكانية |
| ----- | ---------------- |
| 1986  | 9,141            |
| 1997  | 10,826           |
| 2004  | 16,697           |
| 2010  | 24,763           |

## التعليم
يوجد بالمنطقة مدرسة أحمد بن حنبل الثانوية المستقلة للبنين.